# TV One (Новая Зеландия)
TV One (рус. ТиВи Уан) — первый канал государственной телерадиокомпании Новой Зеландии, TVNZ. Компания TVNZ была первой основной телекомпанией в Новой Зеландии, с 1960 года работающей в качестве независимой компании под управлением правительства. Основные центры компании располагались в Окленде, Веллингтоне, Крайстчерче и Данидине. В 1969 году эти центры начали транслировать одинаковые передачи и объединились в NZBC TV — телекомпанию, принадлежавшую новозеландской широковещательной корпорации (NZBC). Несмотря на это, некоторые программы сохраняли свои позывные до 1970-х годов. В 1975 году эта корпорация распалась; группа телевизионных компаний получила название Television One и в 1980 году, при объединении Television One и South Pacific Television (ныне дружественный канал TV2), стала частью компании TVNZ.
TV One является одновременно общественным и коммерческим каналом телевидения. Основными передачами TV One являются новости и программы по текущей проблематике, выходящие под логотипом One News. Кроме этого, на канале транслируются фильмы, развлекательные и документальные передачи, как местного производства, так и иностранные (в основном британские). Телеканал TV One транслируется в государственной наземной сети Kordia, а также на одном из двух спутниковых транспондеров Kordia, включенным в такие пакеты каналов как Freeview, Igloo и Sky TV.
По предварительным оценкам, около 98,6 % домовладений Новой Зеландии имеют доступ к каналу TV One. Доля местных программ на канале TV One составляет свыше 50 %.

## История

### 1960—1975: NZBC TV
1 июня 1960 года, в 19:30, началась трансляция первого телевизионного канала Новой Зеландии, AKTV2. Трансляция велась из Окленда, из студии, расположенной в здании компании NZBC на Шортленд-стрит, 74 (англ. Shortland Street), ранее использовавшейся для трансляции радиостанции 1YA. В настоящее время в этом здании располагается галерея Гуса Фишера Оклендского университета. Принадлежавший новозеландской широковещательной службе (NZBS, которая в 1962 году стала новозеландской широковещательной корпорацией), и управляемый ею, канал поначалу транслировался на протяжении двух часов в день, дважды в неделю. Вслед за ним в июне 1961 года в Крайстчерче появился канал CHTV3, месяцем позже в Веллингтоне начал вещание WNTV1, а 31 июля 1962 года начал работать канал DNTV2 в Данидине. Числа в названиях каналов были связаны с диапазонами частот, на которых они транслировались: канал 1 (41—51 МГц) в Веллингтоне (гора Каукау), канал 2 (54—61 МГц) в Окленде (Уаиатаруа) и Данидине (Маунт-Каргилл), канал 3 (61—68 МГц) в Крайстчерче (Шугалоуф). TV One продолжал вещание на этих частотах до 2013 года, когда было прекращено аналоговое вещание.
В августе 1960 года телевидение стало платным, с первоначальной стоимостью в 4 новозеландских фунта за лицензию, что эквивалентно 171 новозеландскому доллару в ценах декабря 2013 года. В апреле 1961 года появилась телевизионная реклама, которая была разрешена только по вторникам, четвергам и субботам. К 1965 году было выпущено 300 000 лицензий на просмотр телепередач, и телевидение стало ежедневным и круглосуточным.
Первоначально между четырьмя телевизионными станциями не было связи, и отснятый материал нужно было перевозить между ними. Тем не менее, для срочных выпусков новостей было возможно соединить две станции на каждом острове при помощи коаксиальных телефонных линий Департамента телефонии Почтовой службы, за счёт сокращения количества телефонных каналов связи. Но этот метод был слишком затратным для регулярного вещания.
Одним из наглядных примеров разобщённости телевизионных станций можно назвать отражение на телевидении того времени кораблекрушения «Вахине» в бухте Веллингтона 10 апреля 1968 года. Новости о катастрофе могли быть переданы по телефонным линиям из Веллингтона, со станции WNTV1, в Окленд, на станцию AKTV2. Ввиду разразившегося шторма регулярное водное и воздушное сообщение между островами Новой Зеландии было прервано как минимум на сутки. Поэтому первое видео о тонущем судне пересекло пролив Кука с помощью обычной телевизионной трансляции из Веллингтона, и было получено на частном телевизионном приёмнике в Бленеме, в 80 километрах от Веллингтона по прямой. Репортёр в Бленеме направил свою камеру на телеприёмник, а полученный материал отправил автомобилем в Крайстчерч, на телевизионную станцию CHTV3, которая транслировала его с использованием телефонных линий связи в Данидин, на станцию DNTV2. Предположительно, только в этом сюжете показаны кадры с попытками спасения во время кораблекрушения. В этом же сюжете видны и части телевизионного приёмника, на который была направлена камера.
К моменту запуска миссии Аполлон-11 в июле 1969 года, оба острова Новой Зеландии могли использовать радиорелейную связь, однако подобной связи между островами ещё не было, как не было и связи между Новой Зеландией и остальным миром. Поэтому сюжет о высадке на Луну был записан на видео в Сиднее, в студии ABN-2, принадлежавшей австралийской широковещательной корпорации, а затем отправлен самолётом English Electric Canberra королевских военно-воздушных сил Новой Зеландии в Веллингтон, на станцию WNTV1. Для передачи этого сюжета на Южный остров, NZBC использовала одну из своих первых передвижных телевизионных станций для передачи сигнала через пролив Кука, где он далее был ретранслирован по недавно образованной трансляционной сети Южного острова. Окончательно радиорелейная связь между островами была установлена в ноябре 1969 года, когда с её помощью был транслирован первый выпуск NZBC Network News с Дугалом Стивенсоном (англ. Dougal Stevenson).
Радиорелейная связь между ретрансляторами NZBC устанавливалась по большей части по мере необходимости. Ввиду короткой длины волн, сеть дополняли местные 100-киловаттные ретрансляторы, принимавшие и передававшие сигнал друг другу. Таким образом, стало возможным вести репортажи с мест с помощью переключения ретрансляторов на приём сигнала местного передатчика. Например, местный передатчик в Те-Ароха, использовавшийся для трансляции из Гамильтона, мог быть переключен по команде из Окленда, с тем, чтобы ретранслировался сигнал из Веллингтона. Таким образом, в Окленде видели сигнал из Веллингтона. Асинхронное переключение ретрансляторов сначала осуществлялось вручную, а затем дистанционно, с помощью тонового переключения. Если в ходе выпуска новостей из Веллингтона требовалось включение из Окленда, то в Окленде должны были переключиться с приёма сигнала на передачу, что занимало несколько секунд. В течение этого времени на экранах телевизоров показывалась чёрная заставка с небольшой белой буквой «A» (от англ. Auckland) в углу. Все ретрансляторы последовательно переключались на передачу сигнала из Окленда и заставка с буквой «A» в конце концов появлялась в Веллингтоне и его окрестностях. Как только это происходило, Окленд мог вести свою трансляцию. В конце передачи аппаратура переключалась в обратную сторону, а на заставке появлялась буква «W» (от англ. Wellington) и в конце концов включалась трансляция из Веллингтона. Иногда ретрансляторы не переключались вовремя, и телезрители в зоне их действия могли наблюдать помехи на своих экранах.
C постройкой спутниковой станции в Уоркуэрте в 1971 году, Новая Зеландия получила возможность коммуникации с остальным миром. Первой живой трансляцией, полученной со спутника 2 ноября 1971 года был Мельбурнский кубок.
На протяжении первых 13 лет передачи NZBC TV были чёрно-белыми. Цветное телевидение системы PAL появилось в Новой Зеландии 31 октября 1973 года, во время подготовки к Играм Британского Содружества наций, которые проводились в Крайстчерче в феврале 1974 года. В связи с недостаточным количеством соответствующего оборудования, только четыре из десяти видов спорта — плавание, прыжки в воду, беговые виды лёгкой атлетики и бокс транслировались в цвете.

### 1975—1980: TV One

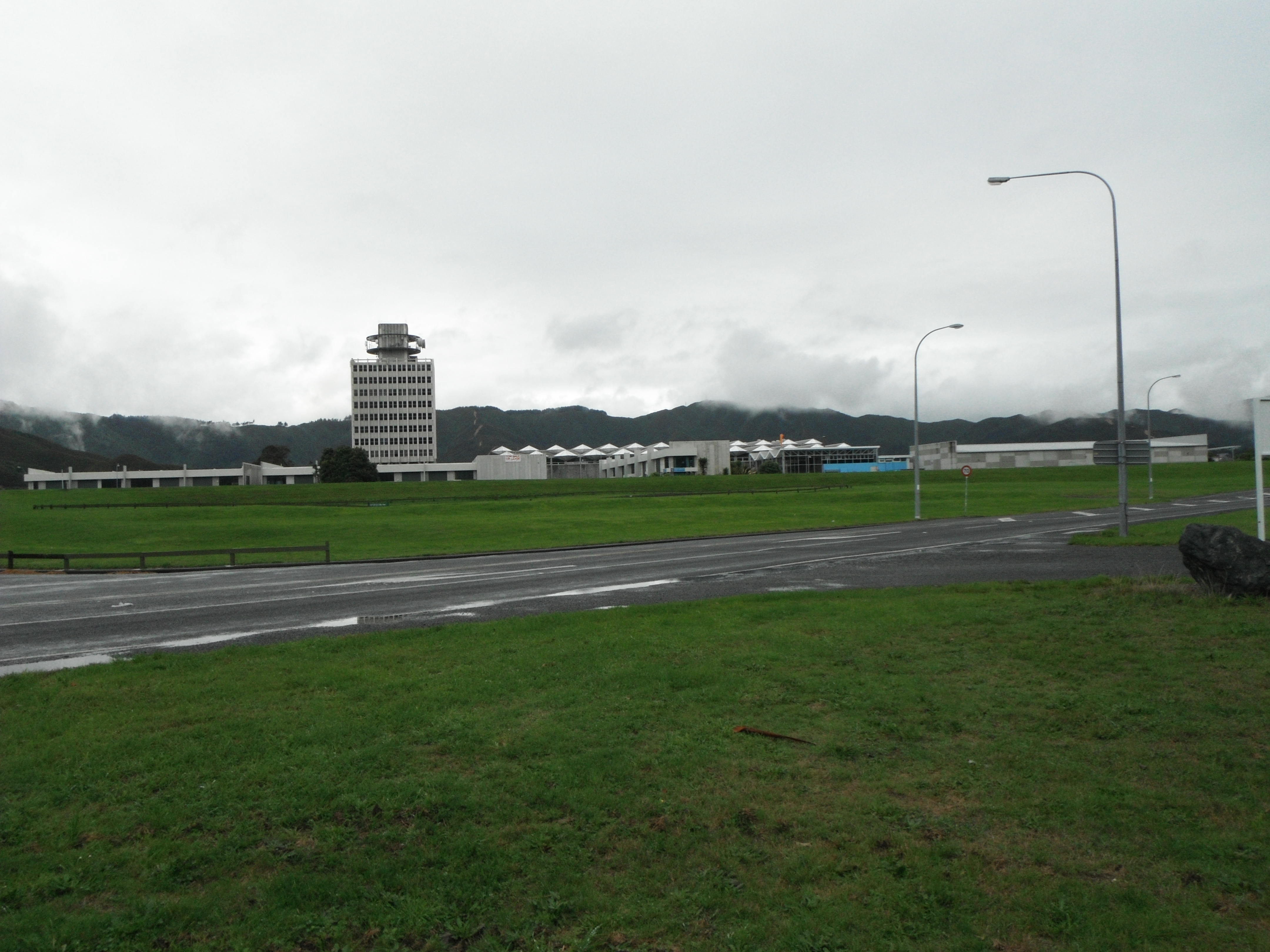
Телевизионный центр в Авалоне, штаб-квартира TV One с 1975 года. В 1980-х годах телеканал переехал в Окленд.

1 апреля 1975 года NZBC разделился на три отдельных государственных корпорации: Television One, TV2 и Radio New Zealand.
Существовавшее до этого телевидение NZBC стало каналом TV One, штаб-квартира которого разместилась в телецентре, открытом в Авалоне, пригороде Лоуэр-Хатта. TV One использовал студии каналов WNTV1 и DNTV2, а также существовавшие до этого частоты. Студии телеканалов AKTV2 на Шортленд-стрит (англ. Shortland Street) и CHTV3, а также новые частоты были отданы новому телеканалу TV2, который появился в том же году.

### 1980—настоящее время: TVNZ
В 1980 году два телевизионных канала с целью обеспечения доходов объединились в государственную телекомпанию Television New Zealand (TVNZ). При слиянии было запланировано расширить список телепрограмм на обоих каналах. Региональные новости в 1980-х стали включаться в вечерний блок новостей. Они транслировались из четырёх основных студий TVNZ: в Окленде (Top Half), в Веллингтоне (Today Tonight), в Крайстчерче (The Mainland Touch), в Данидине (The South Tonight). Каждый регион транслировал свой 20-минутный блок в промежутке между основным блоком новостей и прогнозом погоды. В 1989 году региональные выпуски новостей стали транслироваться перед общим новостным блоком, а в конце 1990 года перестали выходить вообще.
В августе 2008 года телеканалы TV One и TV2 перешли на стандарт телевидения высокой чёткости 720p, в преддверии летних олимпийских игр 2008 года в Пекине. Оба канала в HD-качестве изначально были доступны в пакете Freeview HD, затем 1 июня 2009 года началась трансляция этих каналов в пакете Sky. С августа 2010 года каналы стали транслироваться в стандарте 1080i.

## Телепередачи
Подробнее по этой теме см.: Список телепередач TVNZ.

### Текущие

#### Студийные

##### Новости
Основная статья: One News
Новости и телепередачи о текущей проблематике занимают значительное количество экранного времени.
Основным выпуском новостей, продолжительностью около часа, является One News at 6pm. Кроме этого, по будням выходят новостные шоу Breakfast (утренние новости и обзор текущих событий), One News at Midday (в полдень), Tonight и Te Karere.
Источниками новостей о событиях в мире являются Nine News, BBC News, ABC News, и CNN News.

##### Актуальная проблематика
По будням выходит получасовое шоу Seven Sharp, а по вечерам в выходные — Sunday. Эти передачи посвящены событиям в Новой Зеландии. Воскресное шоу по договорённости с Seven News, использует их материалы для подготовки выпусков о событиях за пределами Новой Зеландии. Утром по выходным выходят передачи Q+A, Marae Investigates, Waka Huia и Tagata Pasifika. Еженедельно выходит передача Fair Go.

##### Спорт
Основная статья: One Sport.
На канале TV One выходит передача One Sport, бывшая One World of Sport (рус. один мир спорта). По состоянию на начало апреля 2014 года она обладала правами на прямые трансляции основных спортивных событий. Многие международные спортивные события, в которых представители Новой Зеландии принимали участие, такие как Олимпийские игры, игры сборных Новой Зеландии по регби и по крикету, транслировались в передаче One Sport. Кроме One Sport, права на трансляцию этих событий были приобретены телекомпанией SKY Network Television.

#### Эфирные программы
Основная статья: TVNZ.
- Descent from Disaster
- Agent Anna
- Neighbourhood
- Artsville
- The Food Truck
- Country Calendar
- Rural Delivery
- Praise Be
- My God
- MasterChef New Zealand
- NZ On a Plate
- Nothing Trivial
- Piha Rescue

#### Иностранные

##### Прайм-тайм
| - BBC Worldwide - Call the Midwife - Citizen Khan - Миранда - Mrs. Brown’s Boys (также на RTÉ) - Nature’s Great Events - Last Tango in Halifax - Beyond Television Productions - Beyond 2000 - Disney-ABC Television Group - Предательство - Касл (HD) - Мыслить как преступник (HD) - Восприятие - Красная вдова (HD) | - Endemol - Border Security: Australia’s Front Line (HD) - Benidorm - Offspring - Undercover Boss - Undercover Boss Australia - Winners & Losers - Fremantle Media - Australia’s Got Talent (с 15 декабря 2013) - MasterChef - MasterChef Australia - MasterChef Australia All-Stars - MasterChef Australia: The Professionals - Millionaire Hot Seat - Spicks and Specks | - Granada Television - 60 Minute Makeover - Breathless (с 2014) - Britain’s Best Dish - Убийство на пляже (с 2014) - Come Dine With Me Australia - Улица коронации - Доктор Мартин - Father & Son - Four Weddings (Великобритания, США, Австралия) - How to Look Good Naked - Pineapple Dance Studios - The Cube - Vicious | - Warner Bros. International Television - Enlightened - Последователи - Закон Хэрри (HD) - Жеребец - В поле зрения - Особо тяжкие преступления - Sony Pictures Television - Схватка - Помнить всё |

| - Granada Television - The Chase - Emmerdale - Warner Bros. International Television - The Ellen DeGeneres Show (HD с апреля 2013) | - Warner Bros. International Television - Саутленд |

### Ранее на канале

#### Иностранные
| - All3Media - Hollyoaks (передан каналу C4, а затем UKTV) - BBC Worldwide - BBC World News (заменён повторами и рекламой) - EastEnders (передан каналу Prime, а позже UKTV) - Disney-ABC Television Group - Скандал (HD) (передан каналу TV2 в 2014 году) - Granada Television - Титаник - The Jonathan Ross Show (передан каналу Choice TV) | - Endemol - Home and Away (передан каналу TV3, затем TV2) - Packed to the Rafters - Fremantle Media - Чисто английское убийство (передан каналу Prime) | - Sony Pictures Television - Дни нашей жизни (передан каналу Choice TV) - Молодые и дерзкие - Warner Bros. International Television - Алькатрас - Ищейка - Детектив Раш - Без следа |

## Сдвиг во времени
1 июля 2012 года телеканал TV One Plus 1 был предложен к просмотру пользователям пакетов Freeview и Sky. На этом канале транслируются передачи канала TV One с часовой задержкой. TV One Plus 1 доступен на 7 канале пакета Freeview, и на 81 канале пакета Sky. Этот канал заменил собой канал TVNZ 7, на котором транслировались новости государственных служб и документальные программы. 1 сентября 2013 года, когда на замену каналу TVNZ U был запущен телеканал TV2 Plus 1, TV One Plus 1 был перемещён на шестую кнопку пакета Freeview, а TV2 Plus 1 разместился на седьмом канале.